# Ateneu Barcelonès
O Ateneu Barcelonês é uma associação fundada em Barcelona em 1860 e atualmente localizada no na, onde se realizam anualmente mais de oitocentas atividades culturais, incluindo conferências, recitais de poesia, concertos, apresentações de livros, etc., geralmente abertas a toda a cidade. Em 1983, foi agraciado com o Creu de Sant Jordi e, em janeiro de 2007, recebeu a Medalha de Ouro ao Mérito Cultural do Ajuntamento de Barcelona. Personalidades muito significativas do país ocuparam a presidência em vários momentos, entre os quais podemos destacar: Àngel Guimerà, Valentí Almirall, Lluís Domènech i Montaner, Bartomeu Robert, Joan Maragall, Pompeu Fabra, Lluís Nicolau d'Olwer, Eduard Fontserè i Riba, Amadeu Hurtado i Miró, Heribert Barrera, etc. O seu atual presidente é Isona Passola, que substituiu o historiador Jordi Casassas em fevereiro de 2021. Tem a sua sede no Palácio Savassona, edifício declarado Bem de Interesse Cultural como Monumento do património histórico de Espanha em 1981.
Os antecedentes mais primitivos do Ateneu Catalão são o Cassino Barcelonês e o Círculo Mercantil Barcelonês. Enquanto o primeiro era um centro de ócio masculino, o segundo funcionava como centro de negócios e contatos. Ambos se fundem em 1869 dando origem ao Ateneu Catalão, antecedente direto do Ateneu Barcelonês. O recém-surgido Ateneu Catalão contava entre seus sócios com Arquitetos como Elies Rogent e Antoni Rovira i Trias, já na comissão fundadora, e do Cassino Barcelonês, como sócio visitante, está Franz Listz, futuro sogro de Richard Wagner. Elies Rogent, aliás, é o responsável por criar as 7 sessões temáticas iniciais da instituição, entre elas as de Literatura e Belas Artes. Entre os sócios que se vão integrando posteriormente, cabe destacar para o interesse dessa investigação: o engenheiro Ildefons Cerdà, em 1861; Eusebi Güell i Bacigalupi, mecenas de Gaudí e ligado ao catalanismo político, em 1867; Valentí Almirall, político catalanista, e o arquiteto Pere Falqués i Urpí, ambos em 1875; o arquiteto Lluís Domènech i Montaner e o poeta catalanista Jacint Verdaguer, em 1877; os arquitetos Antoni Gaudí e Melcior 143 de Palau i Simon, em 1878; e finalmente, em 1884, ingressam o arquiteto Josep Puig i Cadafalch e o político catalanista Enric Prat de la Riba. Igualmente, não se pode esquecer a colaboração do federalista Victor Balaguer, ainda que em virtude de sua atividade política estivesse por longas temporadas em Madrid. O discurso inaugural da nova instituição aponta o caminho que tomará as discussões no Ateneu até a hegemonia do grupo catalanista. Da questão da luta de classes se passa à questão da luta entre nações - ao final ambos os temas estão relacionados ao Idealismo alemão, como deixou claro Popper. Nesse momento ainda se vê a questão catalã de forma moderada, combinando as identidades catalana e espanhola. É interessante notar que os estatutos internos nesse momento proibiam expressamente o trato de questões políticas e religiosas na instituição